# Церковь Троицы Живоначальной (Мартемьяново)
Церковь Троицы Живоначальной — православный храм Наро-Фоминского благочиния Московской епархии, расположенный в деревне Мартемьяново Наро-Фоминского района Московской области.

## История
Деревянная церковь Георгия Победоносца, на погосте близ села Мартемьяново на реке Пахре известна с XV века, она несколько раз горела и строилась вновь.

В 1788 году владелица села Анна Алексеевна Салтыкова подала прошение митрополиту Московскому и Калужскому разрешить построить на новом месте 
собственным моим коштом каменную церковь во имя Живоначальной Троицы.
В 1793 году храм, в стиле раннего классицизма, с центральным объёмом одноглавого двусветлого четверика, высоким сводом, трапезной и двухъярусной колокольней, был закончен. Фасады были украшены лепным декором и завершались фронтонами. В Отечественную войну 1812 года церковь была осквернена, но не повреждена.
В 1930-е годы церковь была закрыта, позже практически разрушена местными жителями: по кирпичику были разобраны колокольня, трапезная и алтарь, сняты крыши и окна.
Возвращена православной общине в 2000 году, в Рождество 2001 года, по благословению митрополита Крутицкого и Коломенского Ювеналия, возобновлены богослужения.
Настоятель — протоиерей Владимир Иванович Воронин, муж Татьяны Ворониной.

## Духовенство
- Настоятель — иерей Константин Юдинов
- Почетный настоятель - протоиерей Владимир Воронин
- Священник - иерей Сергий Ходасевич